# 堀敏一
堀 敏一（ほり としかず、1924年6月3日 - 2007年5月29日）は、日本の東洋史学者。明治大学名誉教授。東洋文庫研究員。『世界史の基本法則』の唐代担当、『均田制の研究』など西嶋定生と共に学界を牽引する研究者として活動し、退任後は『漢の劉邦-ものがたり漢帝国成立史』など一般向けの著書を多く出した。

## 経歴
1924年、静岡県に生まれる。1941年東京府立第六中学校（現都立新宿高等学校)卒業。1948年、東京大学文学部東洋史学科卒業。1949年、東京大学東洋文化研究所助手。1958年、財団法人東洋文庫研究員。1960年、明治大学文学部専任講師。1995年、明治大学文学部教授を定年退職。
2007年5月29日、肺炎のため死去。享年82。

## 著書
- 『均田制の研究 中国古代国家の土地政策と土地所有制』岩波書店 1975
- 『世界の歴史 4 古代の中国』講談社 1977
- 『中国古代の身分制 良と賤』汲古書院 明治大学人文科学研究所叢書 1987
- 『中国と古代東アジア世界 中華的世界と諸民族』岩波書店 1993
- 『中国古代史の視点 私の中国史学1』汲古選書 1994
- 『私の中国史学 2　律令制と東アジア世界』汲古選書 1994
- 『中国古代の家と集落』汲古書院 1996
- 『東アジアのなかの古代日本』研文出版 1998
- 『問題史としてみる中国通史』講談社学術文庫 2000
- 『曹操 三国志の真の主人公』刀水書房 2001
- 『唐末五代変革期の政治と経済』汲古書院 2002
- 『漢の劉邦 ものがたり漢帝国成立史』研文出版 2004
- 『東アジア世界の形成 中国と周辺国家』汲古書院 2006
- 『東アジア世界の歴史』講談社学術文庫 2008

### 共編
- 『概説東洋史』山崎利男共編 有斐閣選書 1979

### 翻訳
- 『中国 その人々の歴史 1』人民教育出版社歴史編輯室編 帝国書院 全訳世界の歴史教科書シリーズ 1983

### 記念論文集
- 『中国古代の国家と民衆 堀敏一先生古稀記念』汲古書院 1995